# Fagonia ovalifolia
Fagonia ovalifolia är en pockenholtsväxtart. Fagonia ovalifolia ingår i släktet Fagonia och familjen pockenholtsväxter.

## Underarter
Arten delas in i följande underarter:
- F. o. ovalifolia
- F. o. pakistanica
- F. o. qatarensis